# Magnetische Permeabilität

Vereinfachter Vergleich der Permeabilitäten ferromagnetischer, paramagnetischer und diamagnetischer Materialien mit der Vakuumpermeabilität. Dabei ist jeweils der Anstieg der Geraden oder Kurve (Differentielle Permeabilität).

Die magnetische Permeabilität {\displaystyle \mu } (auch magnetische Leitfähigkeit) bestimmt die Fähigkeit von Materialien, sich einem Magnetfeld anzupassen oder präziser die Magnetisierung eines Materials in einem äußeren Magnetfeld. Es bestimmt daher die Durchlässigkeit (lateinisch permeare „durchgehen, durchdringen“) von Materie für magnetische Felder.
Eine eng verwandte Größe ist die dimensionslose magnetische Suszeptibilität {\displaystyle \chi ={\tfrac {\mu }{\mu _{0}}}-1=\mu _{r}-1}

## Grundlagen
Die Permeabilität {\displaystyle \mu } ist das Verhältnis der magnetischen Flussdichte {\displaystyle B} zur magnetischen Feldstärke {\displaystyle H}:
{\displaystyle \mu ={\frac {B}{H}}\,.}
Die magnetische Feldkonstante {\displaystyle \mu _{0}} ist eine physikalische Konstante und gibt die magnetische Permeabilität des Vakuums an. Auch dem Vakuum ist eine Permeabilität zugewiesen, da sich auch dort Magnetfelder einstellen oder elektromagnetische Felder ausbreiten können. Die Permeabilitätszahl {\displaystyle \mu _{\mathrm {r} }}, früher auch als relative Permeabilität bezeichnet, ist das Verhältnis
{\displaystyle \mu _{\mathrm {r} }={\frac {\mu }{\mu _{0}}}\,.}
Für das Vakuum ergibt sich eine Permeabilitätszahl von Eins. Die Größe der Dimension Zahl {\displaystyle \mu _{\mathrm {r} }} hängt mit der magnetischen Suszeptibilität {\displaystyle \chi } zusammen über die Beziehung
{\displaystyle \mu _{\mathrm {r} }=1+\chi \,.}
Damit ist die Suszeptibilität der Teil der Permeabilitätszahl, der nicht vom Vakuum, sondern vom betrachteten Material selbst erbracht wird.

## Klassifizierung
| Stoff / Medium | µr                 | Einteilung          |
| --- | ------------------ | ------------------- |
| Supraleiter 1. Art | 0                  | ideal diamagnetisch |
| Bismut | 1 − 1,66 · 10−4    | diamagnetisch       |
| Wasser | 1 − 9,1 · 10−6     | diamagnetisch       |
| Kupfer | 1 − 6,4 · 10−6     | diamagnetisch       |
| Wasserstoff | 1 − 2,06 · 10−9    | diamagnetisch       |
| Vakuum | 1 (per Definition) |                     |
| Luft | 1 + 4 · 10−7       | paramagnetisch      |
| Aluminium | 1 + 2,2 · 10−5     | paramagnetisch      |
| Platin | 1 + 2,57 · 10−4    | paramagnetisch      |
| Flüssigsauerstoff | 1 + 3,6 · 10−4     | paramagnetisch      |
| Austenitischer Stahl | 1 + 0,003…0,05     | paramagnetisch      |
| Ferrofluid | 00.003…000.010     | superparamagnetisch |
| Ferrite | 00.004…015.000     | ferrimagnetisch     |
| Kobalt | 00.080…000.200     | ferromagnetisch *)  |
| Martensitischer Stahl | 00.040…000.950     | ferromagnetisch *)  |
| Ferritischer Stahl | 01.000…001.800     | ferromagnetisch *)  |
| Eisen | 00.300…010.000     | ferromagnetisch *)  |
| Mu-Metall (NiFe) | 50.000…140.000     | ferromagnetisch *)  |
| ferromagnetische nanokristalline Metalle | 20.000…150.000     | ferromagnetisch *)  |
| ferromagnetische amorphe Metalle | 00.700…500.000     | ferromagnetisch *)  |
| MetGlas 2714A | 00.000…106         | ferromagnetisch *)  |
| *) Wert empfindlich abhängig von genauer Zusammensetzung/Reinheit, magnetischer Feldstärke, Frequenz und Nachbehandlung (mechanische Bearbeitung, Ausglühen) |                    |                     |

Magnetische Materialien lassen sich anhand ihrer Permeabilitätszahl klassifizieren.
Ideale Diamagnetische Stoffe {\displaystyle \mu _{\mathrm {r} }=0}Supraleiter 1. Art sind ideal diamagnetische Stoffe. Sie verhalten sich im konstanten Magnetfeld wie ideale Diamagneten mit {\displaystyle \mu _{\mathrm {r} }=0}. Dieser Effekt heißt Meißner-Ochsenfeld-Effekt und ist ein wichtiger Bestandteil der Supraleitung. Ein externes Magnetfeld dringt nicht in sie ein.
Diamagnetische Stoffe {\displaystyle 0\leq \mu _{\mathrm {r} }<1}Diamagnetische Stoffe besitzen eine geringfügig kleinere Permeabilität als das Vakuum, zum Beispiel Stickstoff, Kupfer oder Wasser. Diamagnetische Stoffe haben das Bestreben, das Magnetfeld aus ihrem Innern zu verdrängen. Sie magnetisieren sich gegen die Richtung eines externen Magnetfeldes, folglich ist {\displaystyle \mu _{\mathrm {r} }<1}. Diamagnetische Beiträge sind im Allgemeinen temperaturunabhängig. Einen Sonderfall stellen die Supraleiter 1. Art dar.
Paramagnetische Stoffe {\displaystyle \mu _{\mathrm {r} }>1}Für die meisten Materialien ist die Permeabilitätszahl etwas größer als Eins (zum Beispiel Sauerstoff, Luft) – die so genannten paramagnetischen Stoffe. In paramagnetischen Stoffen richten sich die atomaren magnetischen Momente in externen Magnetfeldern aus und verstärken damit das Magnetfeld im Innern des Stoffes. Die Magnetisierung ist also positiv und damit {\displaystyle \mu _{\mathrm {r} }>1}. Die Temperaturabhängigkeit der Suszeptibilität wird durch das Curiesche Gesetz bestimmt. Paramagnetismus kann auch andere Ursachen haben, so liefern Leitungselektronen von Metallen einen temperaturunabhängigen Beitrag (Pauli-Paramagnetismus).
Superparamagnetische StoffeSie weisen im Gegensatz zu paramagnetischen Stoffen mit einem {\displaystyle \mu _{\mathrm {r} }} nur wenig größer als 1 ein {\displaystyle \mu _{\mathrm {r} }} deutlich größer als 1 auf. Im Gegensatz zu ferromagnetischen Stoffen weisen sie aber keinerlei Remanenz auf – im externen Magnetfeld ausgerichtete Strukturen verschwinden nach Abschalten des Feldes vollständig durch thermische Relaxation.
Ferrimagnetische StoffeFerrimagnetismus ist an Kristalle gebunden, in denen sich die Stärke der stets antiparallel ausgerichteter Elementarmagnete nicht vollständig aufhebt (Ferrite). Deren {\displaystyle \mu _{\mathrm {r} }} ist wesentlich größer als 1 (ca. 20 bis 15.000), jedoch meist kleiner als das der ferromagnetischen Stoffe.
Ferromagnetische Stoffe {\displaystyle \mu _{\mathrm {r} }\gg 1}Besondere Bedeutung kommt den weichmagnetischen Werkstoffen unter den ferromagnetischen Stoffen Eisen, Cobalt, Nickel zu; diese und deren Legierungen weisen Permeabilitätszahlen von {\displaystyle 40\lessapprox \mu _{\mathrm {r} }\lessapprox 10^{6}} auf. Sie werden in der Elektrotechnik für Spulen-Magnetkerne, Elektromotoren und Transformatoren eingesetzt. Ferromagnete richten ihre magnetischen Momente parallel zum äußeren Magnetfeld aus, dies ist mehr oder weniger reversibel.

## Abhängigkeit der Permeabilität
Im Gegensatz zu dia- und paramagnetischen Flüssigkeiten und Feststoffen ist die Permeabilität bei den anderen Magnetstoffen abhängig von
- Frequenz
- Feldstärke
- Richtung
- Temperatur, siehe Curie-Temperatur

Bei Gasen ist die Permeabilität weitgehend proportional zur Dichte, damit abhängig von Druck und Temperatur.
Bei Supraleitern 1. Art verschwindet der ideale Diamagnetismus oberhalb der Sprungtemperatur.

### Abhängigkeit von der Frequenz: Komplexe Permeabilität, Permeabilitätszahl
Vor allem in der Elektrotechnik werden zur Erfassung zeitabhängiger Effekte Phasoren für die Felder und entsprechend eine komplexe Permeabilität benutzt.
{\displaystyle {\hat {\mu }}=\mu _{\mathrm {s} }^{\prime }-\mathrm {j} \cdot \mu _{\mathrm {s} }''.}
Der Realteil der komplexen Permeabilität {\displaystyle \mu _{\mathrm {s} }'} entspricht der normalen Permeabilität. Der Imaginärteil {\displaystyle \mu _{\mathrm {s} }''} hingegen beschreibt die Größe der Ummagnetisierungsverluste.
Mit Ausnahme der ferri- und ferromagnetischen Materialien mit einer deutlich höheren relativen Permeabilität als eins, ist der Imaginärteil der komplexen Permeabilität vernachlässigbar, ebenso die Frequenzabhängigkeit der Permeabilität. Es ergibt sich eine skalare, frequenzunabhängige Permeabilität:
{\displaystyle \mu =\mu _{0}\cdot \mu _{\mathrm {r} }.}.
Bei ferri- und ferromagnetischen Materialien kann die Frequenzabhängigkeit für viele technische Anwendungen nicht vernachlässigt werden, es ergibt sich:
{\displaystyle {\hat {\mu }}\,(f)=\mu _{\mathrm {s} }'\,(f)-\mathrm {j} \cdot \mu _{\mathrm {s} }''\,(f)},
wobei {\displaystyle f} die Frequenz des magnetischen Wechselfeldes ist. Der Imaginärteil {\displaystyle \mu _{\mathrm {s} }''(f)} ist direkt der Bewegung der Bloch-Wände im Material zugeordnet und bei einer Resonanz ergibt sich ein Maximum.
Wie viele physikalische Materialeigenschaften ist auch die komplexe Permeabilität in der verallgemeinerten linearen Form eigentlich ein dreidimensionaler Tensor zweiter Stufe. Bei den meisten Materialien ist die Anisotropie der magnetischen Eigenschaften aber so klein, dass eine Beschreibung als skalare, komplexe Permeabilität ausreichend ist. Ausnahme ist zum Beispiel kornorientiertes Elektroblech.

### Abhängigkeit von der Feldstärke: Differentielle Permeabilität
Die Magnetisierung hängt bei ferromagnetischen Stoffen im Allgemeinen nicht linear vom äußeren Magnetfeld ab. Bei ferri- und ferromagnetischen Werkstoffe wird eine magnetische Sättigung beobachtet. Aufgrund dessen sowie aufgrund der magnetischen Remanenz ist auch die Permeabilität nicht konstant. Außerdem hängt die Magnetisierung von der vorhergehenden Magnetisierung ab, man sagt sie haben ein Gedächtnis. Das Verhalten wird durch eine Hystereseschleife beschrieben. Die Definition als Verhältnis {\displaystyle {\tfrac {B}{H}}} entspricht nur der Steigung der Magnetisierungskurve, wenn diese linear ist.
Je nach Anwendung werden verschiedene Angaben der Permeabilität benutzt. Für technische Anwendungen ist neben der Permeabilität {\displaystyle \mu } als Quotient aus magnetischer Flussdichte {\displaystyle B} in Tesla (T) und magnetischer Feldstärke {\displaystyle H} in Ampere pro Meter (A/m) die differentielle Permeabilität {\displaystyle \mu _{\mathrm {D} }}, also Steigung der Hysteresekurve an einem Ort, von Bedeutung.

Hysteresekurve

Das Problem einer als konstant angenommenen Permeabilität kann anhand der Hysteresekurve gezeigt werden. Die Permeabilität {\displaystyle \mu _{\mathrm {D} }} entspricht der Steigung
{\displaystyle \mu _{\mathrm {d} }={\frac {\mathrm {d} B}{\mathrm {d} H}}}.

### Abhängigkeit von der Richtung: Anisotropie der Permeabilität
Nur in dem Fall, dass Linearität und Isotropie gegeben sind, ist die Permeabilität eine skalare Materialkonstante.

In anisotropen Materialien (Walzrichtung von Blechen, kornorientierte Elektrobleche) ist die magnetische Permeabilität oft richtungsabhängig. Diese magnetische Anisotropie lässt sich durch eine Matrix bzw. einem Permeabilitätstensor {\displaystyle \mu _{ij}} beschreiben. Die Komponenten der Vektoren {\displaystyle B} und {\displaystyle H} hängen dann über die Gleichung
{\displaystyle B_{i}=\sum _{j=1}^{3}\mu _{ij}H_{j}}
zusammen. Die Schreibweise als Tensor 2. Stufe ist nur eingeschränkt geeignet, um die magnetische Anisotropie von ferromagnetischen Werkstoffen zu erfassen. Insbesondere die kristalline Anisotropie ist nichtlinear. Hier ist eine analoge Definition wie bei der differentiellen Permeabilität nötig.